# Richard M. Sherman
Richard Morton Sherman (New York City, 12 giugno 1928 – Los Angeles, 25 maggio 2024) è stato un compositore e paroliere statunitense di colonne sonore cinematografiche e di musical.
Lavorò prevalentemente in coppia col fratello Robert B. Sherman. Ebbe inoltre una breve carriera da solista dopo la morte di Robert. Divenne noto principalmente per la collaborazione con la Walt Disney Pictures, per la quale compose le colonne sonore, tra gli altri, dei film Il cow-boy col velo da sposa (1961), La spada nella roccia (1963), Mary Poppins (1964), Il libro della giungla (1967), Gli Aristogatti (1970), Pomi d'ottone e manici di scopa (1971) e Le avventure di Winnie the Pooh (1977), tutti in coppia con il fratello. Per la colonna sonora di Mary Poppins e per la canzone Chim Chim Cher-ee (nella versione italiana Cam Caminì), i fratelli Sherman furono insigniti dei Premi Oscar alla miglior colonna sonora e alla miglior canzone originale del 1965.

## Biografia
Richard M. Sherman, fratello minore di Robert B. Sherman, nacque a New York il 12 giugno 1928.
Specializzatosi in composizione musicale, iniziò una folta carriera nel cinema e nel musical con il fratello Robert, specializzato come paroliere, soprattutto in collaborazione con Walt Disney (per il quale realizzarono colonne sonore per film animati, film live action e per le attrazioni di Disneyland).
Dopo 22 anni di carriera, gli Sherman si ritirarono, tornando solo in sporadiche occasioni, principalmente come consulenti musicali o per riarrangiare loro vecchi lavori. Il ritiro fu dettato anche dalle tensioni personali che si svilupparono tra i due, che dagli anni '80 arrivarono a smettere di parlarsi e ad allontanare i propri figli dai rispettivi cugini.
Il primo spiraglio di riavvicinamento tra gli Sherman fu portato dal documentario The Boys: La storia dei fratelli Sherman, realizzato dai loro figli (riunitisi dopo anni di lontananza), in collaborazione con Walt Disney Pictures, nel 2009.
Nel 2012 Robert morì e contemporaneamente iniziò la, seppur breve, carriera da solista di Richard, che si occupò di consulenza storica, artistica e musicale per i film Saving Mr. Banks (2014), Il libro della giungla (2016) e Il ritorno di Mary Poppins (2018). Sempre nel 2018 compose tre brani originali e riarrangiò vecchie composizioni del duo per il film Ritorno al Bosco dei 100 Acri.
Nel 2023, pochi mesi prima della morte, ebbe modo di partecipare alla realizzazione del cortometraggio celebrativo per i cento anni Disney Once Upon a Studio, eseguendo e registrando Feed The Birds sul pianoforte originale degli anni '60. Nel 2024 concluse la sua carriera con il brano Mushka Lullaby, realizzato per il cortometraggio Muska, diretto da Andreas Deja, entrambi rilasciati postumi.
Richard Sherman morì a Los Angeles il 25 maggio 2024 all'età di 95 anni.

## Colonne sonore

### Con Robert B. Sherman
- Il cowboy con il velo da sposa (1961)
- I figli del capitano Grant (1962)
- Magia d'estate (1963)
- La spada nella roccia (1963)
- Mary Poppins (1964)
- F.B.I. - Operazione gatto (1965)
- Il libro della giungla (1967)
- Il più felice dei miliardari (1967)
- Pazza banda di famiglia (1968)
- Chitty Chitty Bang Bang (1968)
- Gli Aristogatti (1970)
- Pomi d'ottone e manici di scopa (1971)
- Snoopy cane contestatore (1972)
- La meravigliosa, stupenda storia di Carlotta e del porcellino Wilbur (1973)
- Tom Sawyer (1973)
- Huckleberry Finn (1974)
- La scarpetta e la rosa (1974)
- Le avventure di Winnie the Pooh (1977)
- La più bella avventura di Lassie (1978)
- Magic Journeys (1982)
- Il compleanno di Ih-Oh (cortometraggio) (1983)
- Piccolo Nemo - Avventure nel mondo dei sogni (1992)
- The Mighty Kong (1998)
- Winnie the Pooh: Tempo di regali (1999)
- T come Tigro... e tutti gli amici di Winnie the Pooh (2000) (collaborazione)

### Film in cui sono state utilizzate vecchie loro canzoni
- Saving Mr. Banks (2014)
- Il libro della giungla (2016)
- Ritorno al Bosco dei 100 Acri (2018)

### Da solista
- Ritorno al Bosco dei 100 Acri (2018)
- Once Upon a Studio (2023)
- Mushka (2024)

### Consulente musicale e storico
- Saving Mr. Banks (2013)
- Il libro della giungla (2016)
- Il ritorno di Mary Poppins (2018)
- Once Upon a Studio (2023)

## Premi e riconoscimenti
Premio Oscar
- 1965 - Miglior colonna sonora e miglior canzone per Mary Poppins
- 1969 - Candidato alla miglior canzone per Citty Citty Bang Bang
- 1972 - Candidato alla miglior colonna sonora e alla miglior canzone per Pomi d'ottone e manici di scopa
- 1974 - Candidato alla miglior colonna sonora per Tom Sawyer
- 1978 - Candidato alla miglior colonna sonora e alla miglior canzone per La scarpetta e la rosa
- 1979 - Candidato alla miglior canzone per La più bella avventura di Lassie